# Aveva perso la testa
Aveva perso la testa è il singolo di debutto del gruppo musicale italiano GHOST, pubblicato il 6 giugno 2006 come primo estratto dall'album eponimo.
Entra subito ai primi posti delle più importanti classifiche italiane per 21 settimane. Il 29 settembre 2006 conquista il disco d'Oro ottenuto grazie alle vendita di oltre 10 000 copie in tutta Italia.